# Gメン対間諜
『Gメン対間諜』（ジーメンたいかんちょう、The House on 92nd Street）は、1945年に公開されたアメリカ合衆国のスパイ映画。ヘンリー・ハサウェイが監督した。第二次世界大戦中のアメリカ国内を舞台に、機密情報を巡るナチス・ドイツのスパイ組織と連邦捜査局(FBI)の諜報戦を描く。本作はFBIおよびジョン・エドガー・フーヴァー長官の全面協力のもとで撮影され、当時現職だったFBIエージェントもエキストラとして出演している。また、ドイツ大使館の盗撮映像などFBIが保有していた記録映像が随所に使用されているほか、マジックミラーを使用した尋問や指紋照合、科学捜査など、当時最新鋭の捜査手法もシナリオに取り入れられている。
本作が取り入れたセミドキュメンタリーのスタイルは、1948年の映画『裸の町』（原題：The Naked City）など、多くの映画に影響を与えた。

## プロット
1939年、ドイツ系アメリカ人でディーゼル技士志望の学生ウィリアム・"ビル"・ディートリッヒは卒業直後、ナチス・ドイツの代表者からドイツへの旅費と高い給与を約束するのである仕事について欲しいという提案を受ける。スパイにならないかと勧誘されたビルはこれをFBIに通報した。FBIのジョージ・ブリッグス捜査官はビルに二重スパイとしてドイツ側諜報組織に潜入するように提案する。
当時、FBIはクリストファー事件と呼ばれる事件を追っていた。ニューヨークで事故死したルエスという男の所持していた暗号文から、「クリストファー氏」(Mr. Christopher)なるスパイが米国の極秘研究プロセス97、すなわち原爆開発計画を探っている事が明らかになり、ブリッグスは国内防諜の責任者として陸海軍情報部と共に捜査を行っていたのである。
ドイツ代表者から与えられた旅費でハンブルクへ向かったビルはホテルに偽装されたスパイ養成所で半年間の訓練を受け、潜伏中のドイツ側スパイのうちエルザ・ゲプハルト、ハマーソン大佐、アドルフ・クラインの3名との接触および通信拠点の設置という任務を帯びてアメリカ本土へと送り返されることとなる。出発の直前、ビルはドイツ側の上官ストラッセン大佐から米本土においては「クリストファー氏」のみが命令を変更する権限を持っていると伝えられる。
ビルはストラッセン大佐から受け取ったマイクロフィルム化された紹介状を密かにFBIに引き渡し、FBIでは紹介状にある命令文のうち「指定外の諜報員との接触を禁ずる」という部分を「全ての諜報員に接触する権限がある」と改ざんした上で再びビルへと引き渡す。そしてニューヨークのスパイ拠点である「東92丁目の家」にあるエルザ婦人店にて、ビルは表向きは洋服デザイナーとして働いているエルザ・ゲプハルトと接触する。エルザと共に活動しているスパイのマックス・コーブルク、コンラート・アルヌルフ、そしてゲシュタポのヨハンナ・シュミットはいずれも紹介状の内容に懐疑的だが、本国への確認は第三国経由の書簡を利用し非常に時間がかかるため、その間はビルの活動を認めざるを得なくなる。その頃、FBIもニューヨークに拠点を設置し、東92丁目の家の調査を開始する。
数日後、ドイツ側スパイの活動拠点として事務所を構えたビルの元に1人の男が現れた。長年米国で活動しているドイツ側スパイ、ハマーソン大佐である。ハマーソンは事務所がFBIにより盗撮・盗聴されていることに気づかぬまま、ビルがストラッセンから預かっていた給与5万ドルと引き換えに自らが収集した情報を渡し、さらにアドルフ・クラインとの接触も約束する。しかし「クリストファー氏」の正体については語ろうとしないのだった。ビルはストラッセンの命令通りに通信拠点を設置するが、実はこの拠点からの通信は全てFBIの通信施設が中継されていた。ドイツ側スパイの活動は全てFBIに筒抜けで、またドイツ本国へ送られる情報にも混乱をもたらす為の改ざんが加えられていた。隠しカメラと盗聴器が設置された事務所でビルはスパイたちとの接触を繰り返し、その情報を元にFBIでは着々とスパイ容疑者たちをリストアップしていく。
1941年12月7日、真珠湾攻撃を引き金にアメリカ合衆国は第二次世界大戦に参戦した。開戦直後、ビルの事務所で入手した情報を元に枢軸国のスパイのほとんどが逮捕されたが、「クリストファー氏」を探す手がかりとしてエルザのスパイ網だけは泳がされることとなる。ビルはハマーソンの紹介でクラインと接触するも、彼もまた「クリストファー氏」の正体を語ろうとはしない。翌日、エルザに呼び出されたビルはある極めて重要な書類の情報を今日中に本国へ送るようにと命じられる。この時、ビルは非喫煙者であるはずのエルザのテーブルに灰皿が置かれていることに気付き、さり気なく吸殻を1つ持ち去る。書類を受け取ったビルが去った後、入れ違いでハマーソンがエルザの元に現れた。ハマーソンはクラインが兵役忌避の罪でFBIに逮捕され、またその場にビルが居合わせたことを伝える。
FBIではビルから受け取った書類がプロセス97における実験のデータであることを確認した後にドイツ本国へ送る為に改ざんを加え、プロセス97の研究が行われている中央研究所に捜査員を派遣する。またビルが手に入れた吸殻に付着していた口紅に対する化学分析からブランドを特定し、これを取り扱っている美容院の従業員や客を調査した結果、美容師ルイーゼ・ヴァジャが容疑者として浮上した。FBIでは彼女の友人でプロセス97にも関与している科学者チャールズ・オグデン・ローパーが情報の出処であることを突き止めた。ローパーは天才的な記憶力の持ち主で、機密文書を暗記することで研究所の外へ情報を持ちだしてルイーゼの家でタイプしていたのである。当初はスパイ活動を認めようとしなかったローパーだが、既にドイツ側スパイ網が彼を切り捨てようとしていた事を知らされ、やがて59丁目にあるランゲ書店に最終実験の結果に関する情報を隠したことを明かす。すぐさま書店へ派遣された捜査員が書類を受け取り立ち去る「クリストファー氏」の姿を隠しカメラで撮影し、また直後に店主のアドルフ・ランゲも逮捕された。FBIではすぐに映像の分析に着手する。
プロセス97最終実験の結果を受け取ったエルザはこれを急ぎドイツへ送信するようにとビルに命じる。しかし、ハマーソンが持ってきた本国からの書簡で紹介状に改ざんが加えられていた事がついに露呈してしまった。ビルを捕えたスパイたちは自白剤（スコポラミン）を投与して尋問を行うが、既に「92丁目の家」はFBIエージェントによって包囲されていた。FBIから突入まで2分の猶予を与えられ、エルザはスパイたちに書類の焼却を命じると共に最終実験の結果を本国に自ら運び出そうとする。「クリストファー氏」の正体は男装したエルザ本人であった。「クリストファー氏」に扮したエルザは書類を抱えて窓から非常階段へと抜け出すが、直後にFBIエージェントの突入が始まった。階段の下からもエージェントらが駆け上がってきた為、エルザは一度部屋へ戻るが、催涙ガス弾が撃ち込まれ視界が遮られている中、スパイの1人による誤射で死亡した。その後、部屋に居たスパイは全員が逮捕され、ビルも救出された。こうしてクリストファー事件は幕を下ろしたのである。

## キャスト
- ウィリアム・アイス（英語版） - ビル・ディートリッヒ（モデルはウィリアム・G・セボルド（英語版））[2]
- ロイド・ノーラン - ジョージ・A・ブリッグス捜査官
- シグネ・ハッソ（英語版） - エルザ・ゲプハルト（モデルはリリー・スタイン）[2]
- ジーン・ロックハート - チャールズ・オグデン・ローパー（モデルはハーマン・ラング）[2]
- レオ・G・キャロル - ハマーソン大佐（モデルはフリッツ・デュケイン）[2]
- リディア・サント・クレア(Lydia St. Clair) - ヨハンナ・シュミット
- ウィリアム・ポスト(William Post) - ウォーカー
- ハリー・ベラヴァー（英語版） - マックス・コーブルク
- ブルノ・ウィック(Bruno Wick) - アドルフ・ランゲ
- ハーロ・メラー(Harro Meller) - コンラート・アルヌルフ
- チャールズ・ワーゲンハイム(Charles Wagenheim) - グスタフ・ハウスマン
- アルフレッド・リンダー(Alfred Linder) - アドルフ・クレイン
- レニー・カーソン(Renee Carson) - ルイーゼ・ヴァジャ
- E・G・マーシャル - 死体安置所職員
- エリザベス・ノイマン＝フィルテル（英語版） - フレッダ・カッセル
- シーラ・ブロムリー（英語版） - 美容院の客

## 制作
『Gメン対間諜』はルイ・ド・ロシュモンが手がけた最初のフィルム・ノワールであり、またセミドキュメンタリースタイルのポリス・スリラーのパイオニアと言われている。
TCMの司会を務める映画史家のロバート・オズボーンは、実際にFBIの二重スパイとして活動したウィリアム・G・セボルドの経歴をモチーフにしている点、本物のFBI捜査官が撮影に参加している点、FBIが保有する本物の記録映像を使用している点を本作の特徴として指摘している。セボルドは米国史上最大のスパイ事件として知られるデュケインのスパイ網の摘発に貢献した二重スパイである。1942年1月2日、スパイ網の指揮官で「キッチナーを殺した男」の異名を取るフリッツ・デュケイン以下ドイツ側スパイ33人に対し、合計して300年以上の懲役が課された。あるドイツのスパイ組織幹部はデュケインのスパイ網が摘発された事を米国本土におけるスパイ活動に対する致命的打撃であると評したという。またFBIのジョン・エドガー・フーヴァー長官は、自らが指揮を取ったこのスパイ網摘発作戦を米国史上最大のスパイ検挙作戦であると語った。
1948年の映画『情無用の街』（原題：The Street with No Name）もまたFBIの全面協力によるセミドキュメンタリー作品で、ロイド・ノーランが再びジョージ・A・ブリッグス捜査官を演じている。

## 評価
『ニューヨーク・タイムズ』紙の映画批評家トーマス・M・プライアー(Thomas M. Pryor)は、本作について、「『Gメン対間諜』は我が国のスパイ対策の中でもごく表層的な部分を描いているに過ぎないが、それだけでも十分にFBIの魅力的な捜査手法が描かれている」と評した。
本作は1946年度アカデミー原案賞、1945年度エドガー賞映画部門を受賞している。